# Unterseeboot 184
L'Unterseeboot 184 (ou U-184) est un sous-marin allemand (U-Boot) de type IX.C/40 utilisé par la Kriegsmarine pendant la Seconde Guerre mondiale.

## Historique
Mis en service le 29 mai 1942, l'Unterseeboot 184 effectue sa période d'entraînement initial à Stettin en Prusse dans la 4. Unterseebootsflottille jusqu'au 31 octobre 1942, où il est affecté à une formation de combat à Lorient dans la 2. Unterseebootsflottille.
Il quitte le port de Bergen en Norvège pour sa première patrouille le 9 novembre 1942 sous les ordres du Kapitänleutnant Günther Dangschat. Après 13 jours en mer et un succès sur un navire marchand de 3 192 tonneaux, l'U-183 est porté disparu le 21 novembre 1942 dans l'Atlantique Nord à l'est de Terre-Neuve à la position géographique approximative de 49° 00′ N, 45° 00′ O. À l'époque, la cause de cette disparition n'est pas déterminée. Elle fait 50 morts parmi les membres d'équipage.
En janvier 1993, la FDS/NHB annonce que l'U-184 a été coulé le 20 novembre 1942 dans l'Atlantique Nord à la position géographique de 49° 25′ N, 45° 25′ O par des charges de profondeur lancées par une corvette norvégienne Potentilla. Cette attaque était auparavant infligée contre l'U-264[pas clair].

## Affectations successives
- 4. Unterseebootsflottille du 29 mai au 31 octobre 1942 (entrainement)
- 2. Unterseebootsflottille du 1er au 21 novembre 1942 (service actif)

## Commandement
- Oberleutnant zur See, puis Kapitänleutnant Günther Dangschat du 29 mai au 21 novembre 1942
- Leutnant zur See Theodor-Henry Kenter, WO. 20.07.1920 - 21 novembre 1942

### Équipage
- Ahrens, Erhard
- Amelunxen, Johann
- Best, Richard
- Bischof, Arthur
- Brunke, Günter-Alfred
- Caspers, Christoph
- Dangschat, Günther
- Deimeke, August
- Dietz, Werner
- Dummen, Wilhelm
- Fey, Heinz
- Fischer, Herbert
- Fraatz, Karl
- Gehring, Kurt
- Gorges, Eckhard
- Grässler, Rudi-Gerhard
- Hagn, Franz
- Heck, Werner
- Holzapfel, Ferdinand
- Hülshorst, Hermann
- Jügchems, Jürgen
- Karpe, Günther
- Kenter, Theodor-Henry
- König, Karl-Heinz
- Lägler, Eugen
- Leinweber, Ludwig
- Lippels, Hermann
- Lösche, Kurt
- Lubin, Heinz-Albert
- Maul, Otto
- Meyer, Wilhelm
- Mömken, Kurt
- Reitz, Hans
- Rüffreck, Georg
- Runau, Horst
- Sauer, Bernhard
- Schäfer, Johann
- Schimpf, Erich
- Schlenzek, Rudolf
- Schmitt, Arthur-Heinrich
- Schniepp, Karl
- Schröder, Hans
- Schucht, Siegfried
- Siegel, Gerhard
- Staihs, Heinrich
- Steinemann, Erich
- Uhlenkott, Josef
- Volland, Gerhard
- Wahnschafe, Hans-Georg
- Wambach, Ludwig

## Patrouilles
|       | Commandant               | Départ          | Départ | Arrivée          | Arrivée | Jours    | Succès  |
| ----- | ------------------------ | --------------- | ------ | ---------------- | ------- | -------- | ------- |
|       | Kptlt. Günther Dangschat | 22 octobre 1942 | Kiel   | 25 octobre 1942  | Bergen  | 4 jours  |         |
| 1     | Kptlt. Günther Dangschat | 9 novembre 1942 | Bergen | 21 novembre 1942 | Coulé   | 13 jours | 3 192   |
| Total | Total                    | Total           | Total  | Total            | Total   | 13 jours | 3 192 t |

### Opérations Wolfpack
L'U-184 a opéré avec les Wolfpacks (meute de loups) durant sa carrière opérationnelle :
1. Kreuzotter (15 novembre 1942 - 21 novembre 1942)

## Navires coulés
L'Unterseeboot 184 a coulé un navire marchand de 3 192 tonneaux au cours de l'unique patrouille qu'il effectua.
Le 17 novembre 1942 à 23 h 46, le U-184 tira trois torpilles sur trois bateaux du convoi ONS-144 à environ 500 miles au sud-est du Cape Farewell et reporta un bateau coulé et deux autres probables. Finalement, seul le Widestone (Capitaine William Storm) fut touché et coulé. Le capitaine, 34 membres d'équipage et sept canoniers furent portés disparus.
| Date             | Nom       | Nationalité     | Tonnage (GRT) | Convoi  | Fait  |
| ---------------- | --------- | --------------- | ------------- | ------- | ----- |
| 17 novembre 1942 | Widestone | Grande-Bretagne | 3 192         | ONS-144 | Coulé |